# 我鳥彩子
我鳥 彩子（わどり さいこ、1975年10月24日 - ）は、日本の少女小説家。静岡県出身。『最後のひとりが死に絶えるまで』で2009年度ロマン大賞佳作を受賞、デビュー。

## 作品リスト

### ライトノベル
- あなたの香りが消えるまで（2009年10月/挿絵：凱王安也子/Cobalt2009年11月号掲載）
- 最後のひとりが死に絶えるまで（2009年11月/挿絵：水谷悠珠/集英社コバルト文庫）
- 「月の瞳のエゼル」シリーズ（イラスト：凪かすみ/集英社コバルト文庫）：全6巻

1. 月の瞳のエゼル ～太陽の王子と闇の鉤爪～ (2010年8月)
2. 月の瞳のエゼル ～金の木の実と神離れの歌～ (2011年1月)
3. 月の瞳のエゼル ～恋の扉と閉ざされた鏡～ (2011年4月)
4. 月の瞳のエゼル ～夢の蕾と黄昏の花～ (2011年8月)
5. 月の瞳のエゼル ～春のささやきと沈みゆく月～ (2011年12月)
6. 月の瞳のエゼル ～月の雫と囚われの瞳～ (2012年4月)

- 「贅沢な身の上」シリーズ（イラスト：犀川夏生/集英社コバルト文庫）

1. 贅沢な身の上 ときめきの花咲く後宮へ! (2011年6月)
2. 贅沢な身の上 ときめきは海を越えて! (2011年9月)
3. 贅沢な身の上 いざ、ときめきの桃園へ! (2011年12月)
4. 贅沢な身の上 ときめきは鳥籠の中に!? (2012年4月)
5. 贅沢な身の上 ときめきは夢と幻の彼方へ!? (2012年8月)
6. 贅沢な身の上 さあ、その手でときめきを描いて！(2012年11月)
7. 贅沢な身の上 だからときめきが止まらない！(2013年2月)
8. 贅沢な身の上 ときめきは蒼き追憶と共に！(2013年3月)
9. 贅沢な身の上ときめきは空に煌めく星の如く！ (2013年6月)
10. 贅沢な身の上ほら、眸がときめきを伝えるから！(2013年8月)
11. 贅沢な身の上ときめきは遥かなる河に乱されて！(2013年11月)
12. 贅沢な身の上ときめきと巡り逢いの環を胸に！(2014年3月)
13. 贅沢な身の上 そう、吐息がときめきを教えるの! (2014年7月)
14. 贅沢な身の上 ときめきの数だけ抱きしめて! (2014年8月)

- 貴公子ラッドの受難 〜彼が麗しの花嫁を迎えるまで〜（2012年6月/挿絵：犀川夏生/集英社コバルト文庫）
- 「あくまで悪魔!」シリーズ（挿絵：深山キリ/集英社コバルト文庫）

1. あくまで悪魔! 〜おまえには漆黒の花嫁衣装がよく似合う〜（2014年9月）
2. あくまで悪魔! 〜おまえにこの腕から逃れる術はない〜 （2015年1月）
3. あくまで悪魔! 〜おまえに最初で最後の恋を教えてやる〜（2015年3月）

- 「公主様のお約束!」シリーズ（挿絵：梶山ミカ/集英社コバルト文庫）

1. 公主様のお約束! それはうっかり出逢うこと（2015年7月）
2. 公主様のお約束! だからたっぷり愛でられる（2015年10月）

- 「チョコレート・ダンディ」シリーズ（挿絵：カスカベアキラ/集英社コバルト文庫）

1. チョコレート・ダンディ 〜可愛い恋人にはご用心〜（2016年2月）
2. チョコレート・ダンディ 〜君の瞳は甘い罠〜（2016年6月）
3. チョコレート・ダンディ 〜天使の誘惑は君の罪〜（2016年10月）

- Fが鳴るまで待って　天才チェリストは解けない謎を奏でる（2016年12月/挿絵：よしだもろへ/集英社コバルト文庫）
- すべてがおまえに背いても　高貴な罪びとを愛した少女の物語（2017年4月/挿絵：凪かすみ/集英社コバルト文庫）
- 「王立探偵シオンの過ち」シリーズ（挿絵：THORES柴本/集英社コバルト文庫）

1. 王立探偵シオンの過ち（2017年5月）
2. 王立探偵シオンの過ち2（2018年7月） ※電子書籍限定
3. 王立探偵シオンの過ち3 罪よりも黒く、蜜よりも甘く（2018年12月） ※電子書籍限定

- 「天都宮帝室の然々な事情」シリーズ（挿絵：深山キリ/集英社コバルト文庫）

1. 天都宮帝室の然々な事情 二五六番目の皇女、天降りて大きな瓜と小さな恋を育てること（2017年8月）
2. 天都宮帝室の然々な事情 二五三番目の皇子、天降りて綺麗国の美人に婿入りすること（2017年11月）

- 楽観戀情値千金 守銭奴王子と夢見る転生娘（2018年4月/挿絵：凪かすみ/集英社コバルト文庫）

### ライト文芸
- アリア嬢の誰も知らない結婚（2019年7月/表紙画：明菜/集英社オレンジ文庫）
- 雛翔記 天上の花、雲下の鳥（2019年11月/表紙画：禅之助/集英社オレンジ文庫）
- うちの中学二年の弟が（2020年3月/表紙画：Amit/集英社オレンジ文庫）
- 精霊指定都市 精霊探偵社《So Sweet》と緋色の総帥（2021年4月/表紙画：けーしん/集英社オレンジ文庫）

アンソロジー寄稿
- 秘密のチョコレート チョコレート小説アンソロジー（2019年1月/表紙画：yuk/集英社オレンジ文庫）

収録作品「ちょこれいと六区 〜うちの天使で悪魔な弟が〜」
- ジャパネスク・リスペクト! 氷室冴子『なんて素敵にジャパネスク』トリビュート集（2018年10月/集英社オレンジ文庫）

収録作品「じゃぱねすく六区 〜うちのコバルト男子の弟が〜」

### 漫画原作
- 「贅沢な身の上」（作画：山本景子/集英社マーガレットコミックス/Cobalt連載）：全2巻　※小説のコミカライズ
- 「魔王陛下のお掃除係」（作画：梶山ミカ/秋田書店プリンセスコミックス/月刊プリンセス連載）：既刊12巻